# سوزان مارتینیز
سوزان مارتینیز یک بیوشیمیست آمریکایی است. وی تألیف کننده بیش از ۵۷ عنوان نشریه در ژورنال‌های معتبر و فصول کتاب‌های علمی است. تحقیقات وی کمک شایانی به درک بهتر میانکنش RNA-پروتئین و همچنین عملکرد آمینواسیل tRNA سنتازها کرده‌است. سوزان مارتینیز در حال حاضر معاون تحقیقات و نوآوری در دانشگاه ایلینوی در اربانا شمپین است.

## تحصیلات
- کارشناسی شیمی، دانشگاه ایالتی واشینگتن، ۱۹۸۵
- دکترای بیوشیمی، دانشگاه ایلینوی در اربانا-شمپین ۱۹۹۰

## جوایز و افتخارات
- جایزه آموزش عالی، دانشکده علوم شیمی، دانشگاه ایلینوی، ۱۹۸۸
- بورس تحصیلی انجمن سرطان آمریکا برای تحقیقات پسا دکتری، ۱۹۹۰–۹۲.
- جایزه تدریس برتر، کالج علوم طبیعی و ریاضیات، دانشگاه هوستون، ۲۰۰۱.
- سازمان فارغ التحصیلان هوستون - جایزه برجسته دانشکده، ۲۰۰۱.
- جایزه Enron برای آموزش عالی، دانشگاه هوستون، 2003.[۴]
- مدرس برجسته، انستیتوی علوم پیشرفته، دانشگاه علم و صنعت هنگ کنگ، 2015.[۵]

1. ↑  "Pubmed citations for Susan. A. Martinis".
2. ↑  "Enduring Legacy of Sol Spiegelman". Archived from the original on 16 May 2022. Retrieved 29 December 2020.
3. ↑  https://news.illinois.edu/view/6367/804201
4. ↑  "University of Houston Faculty Awards".
5. ↑  "IAS Distinguished Lecture".